# Sorabija
Die Sorabija Lipsk mit Sitz in Leipzig ist eine sorbische Studentenverbindung, die sich in der Tradition der am 10. Dezember 1716 gegründeten (evangelischen) „Wendischen Predigergesellschaft“ sieht. Diese war der erste sorbische Verein überhaupt.

## Geschichte

### Predigergesellschaft
Sorbische Theologiestudenten an der Universität Leipzig verfolgten mit Unterstützung ihrer Professoren das Ziel, das reformatorische Vorhaben der Predigt in Volkssprache auch für die Sorben umzusetzen. Zu diesem Zweck trafen sich die Theologiestudenten und lasen sich ihre in Sorbisch abgefassten Predigten gegenseitig vor. Aus diesem Kreise entwickelte sich der Wunsch nach einer Vereinsgründung, die am 10. Dezember 1716 erfolgte.
Ab 1825 war der sorbische Dichter Handrij Zejler eines der Mitglieder der Wendischen Predigergesellschaft. Er gab dem Verein seinen heutigen Namen „Sorabija“. Mit dem Aufkommen der bürgerlichen sorbischen Nationalbewegung nach 1848 und der Einrichtung eines Lektorates für die sorbische Sprache war ein Mitgliederzuwachs und eine Zunahme der Vereinsaktivitäten zu verzeichnen. In den 1870er-Jahren waren Arnošt Muka und Arnošt Holan bekannte Mitglieder.

### Schlagende Verbindung
Ende der 1890er Jahre begegnete man dem Mitgliederschwund, der unter anderem durch die wachsende Verbreitung farbentragender und schlagender Verbindungen verursacht wurde, durch die Umwandlung in eine schlagende Studentenverbindung. Im Zuge dessen wurde auch ein Altherrenverein gegründet. 1908 bezog man ein erstes Verbindungshaus. 1909 wurde der Name von „Lausitzer Predigergesellschaft“ in „Sorabia“ geändert, um dem veränderten Charakter der Verbindung Rechnung zu tragen. Im Ersten Weltkrieg stellte die Vereinigung ihre Arbeit vollständig ein und nahm sie erst ab 1918 wieder auf.
1934 trat die Sorabia der Deutschen Landsmannschaft bei, löste sich aber bereits 1936 unter politischem Druck auf. Der Altherrenverband wurde 1945 seines Hauses enteignet und 1948 ebenfalls aufgelöst.

### Geschichte im geteilten Deutschland und Wiedervereinigung
Nach Gründung der Deutschen Demokratischen Republik (DDR) fanden unter dem Dach der Domowina wieder Treffen im Umfeld der Universität Leipzig statt. Wenngleich dadurch in die straffe Organisation des sorbischen Verbandes auch in die Strukturen des SED-geführten Staates eingebunden, widersetzte sich die Sorabija einer Zusammenlegung mit der Freien Deutschen Jugend (FDJ).
Seit 1991 existiert die Sorabija in Leipzig erneut als Verein, der sich der Pflege der sorbischen Sprache und Bräuche verpflichtet fühlt. Im April 2016 erfolgte unter dem Namen Sorabija Lipsk e. V. die Neugründung als eingetragener Verein. Diese Sorabija hat etwa 30 aktive Mitglieder.

## Bekannte Mitglieder
- Frank Förster (1937–2011), deutsch-sorbischer Historiker und Volkskundler
- Hartmut Zwahr (* 28. August 1936), deutsch-sorbischer Historiker